# Железнодорожный вокзал станции Дибуны
Железнодорожный вокзал станции Дибуны — памятник архитектуры. Расположен в Курортном районе Санкт-Петербурга, современный адрес здания — Песочный, Речная улица, 1.
Деревянное здание в стиле северный модерн «с преобладанием рационалистических тенденций» по типовому проекту архитектора Бруно Гранхольма было построено в 1902 году, изначально оно использовалось как техническое, доступным для пассажиров его сделали в 1903 году. Цоколь здания гранитный, веранда оформлена арочными проёмами на фигурных резных стойках, у крыши два щипца. Фриз, фронтоны и подоконное пространство веранды украшены вертикальными дощечками с зубчатыми спусками. Внутри здания сохранились утермарковские кирпичные печи в железном футляре.
В 1915 году предполагалось построить на месте старого вокзала каменный двухэтажный, но планы были отложены из-за Первой мировой войны и отменены после Октябрьской революции, когда сократилось движение по Белоостровской линии. Таким образом, вокзал стал единственным не перестроенным в камне вокзалом на финляндском направлении.
14 декабря 2016 года вокзал станции Дибуны был признан выявленным объектом культурного наследия. Инициатором присвоения статуса была интернет-газета «Канонер». К моменту признания памятника объектом культурного наследия регионального значения в 2018 году декор в сравнении с историческим был изменён лишь незначительно (сменился цвет стен, утрачены исторические крыльца), сохранились подлинные материалы как декора фасада, так и несущих и ограждающих конструкций. Кроме художественного, у станции есть и мемориальное значение как места, откуда уезжал в Финляндию из Сестрорецкого Разлива Ленин.